# إدوارد كورنيل
إدوارد كورنيل (بالإنجليزية: Edward Cornell)‏ هو فنان ومخرج أمريكي، ولد في 2 أبريل 1944 في هارتفورد في الولايات المتحدة.